# Michal Vilkovský
Michal Vilkovský (* 13. srpna 1993 v Levoče) je slovenský fotbalový útočník, od července 2014 působící v FC Lokomotíva Košice. Mimo Slovenska působil v Česku.

## Klubová kariéra
Svoji kariéru začal ve Spišské Nové Vsi, odkud ještě jako dorostenec přestoupil nejprve do Ružomberku a poté do Senice. V létě 2011 se propracoval do A-týmu Záhoráků. Před sezonou 2012/2013 byl uvolněn na hostování do Varnsdorfu, který se pro něj stal prvním zahraničním angažmá. Před následujícím ročníkem odešel hostovat do Šamorínu. V červenci 2014 zamířil na hostování do Lokomotívy Košice.